# Romo Vincent
Pour les articles homonymes, voir Romo et Vincent.
Romo Vincent est un acteur américain né le 23 décembre 1908 à Chicago, Illinois (États-Unis), décédé le 16 janvier 1989 à Los Angeles (États-Unis).

## Filmographie
- 1937 : Turn Off the Moon : détective Dugan
- 1937 : This Way Please : Trumps
- 1937 : Music for Madame : Gas Truck Driver
- 1938 : Start Cheering : Fatso
- 1948 : You're Invited (série TV) : Emcee
- 1948 : Amour en croisière (Luxury Liner) : Pierre
- 1949 : La Scène du crime (Scene of the Crime) : Hippo
- 1950 : Le Chant de la Louisiane (The Toast of New Orleans) : Manuelo
- 1951 : Hurricane Island : José
- 1952 : Stars and Stripes Forever : Lily's music tutor
- 1953 : Amour, délices et golf (The Caddy) : Eddie Lear, Agent
- 1953 : Un galop du diable (Money from Home) de George Marshall : The Poojah
- 1954 : Quand la marabunta gronde (The Naked Jungle) : Boat Captain
- 1954 : La Grande Nuit de Casanova (Casanova's Big Night) : Giovanni
- 1955 : La Maison sur la plage (Female on the Beach) : Pete Gomez
- 1955 : Un pitre au pensionnat (You're Never Too Young) : Ticket agent
- 1957 : Omar Khayyam : Physician
- 1961 : Hold-up au quart de seconde (Blueprint for Robbery) : Fatso Bonelli
- 1961 : Milliardaire d'un jour (Pocketful of Miracles) : Brisbane
- 1963 : T'es plus dans la course, papa ! (Come Blow Your Horn)  : Rudy, the barber
- 1964 : Condamné à être pendu (Law of the Lawless)
- 1965 : Chatouille-moi (Tickle Me) : Dancing bit
- 1965 : Deux Cinglés à l'armée (Sergeant Dead Head) de Norman Taurog : Tuba player
- 1965 : When the Boys Meet the Girls : Pete
- 1966 : Mister Buddwing : Dice Player
- 1966 : The Swinger : Jack Happy
- 1967 : La Nuit des assassins (Warning Shot) : Ira Garvin
- 1967 : Opération Caprice : Stout Man
- 1968 : The Young Runaways (en) : Club Manager
- 1976 : Won Ton Ton, le chien qui sauva Hollywood (Won Ton Ton, the Dog Who Saved Hollywood) de Michael Winner  : Short order cook
- 1976 : Dawn: Portrait of a Teenage Runaway (TV) : Fat Man
- 1977 : In the Glitter Palace (TV) : Louis